# A Passion Play
A Passion Play — шостий студійний альбом англійської групи Jethro Tull, що вийшов 6 липня 1973 року.

## Композиції
1. A Passion Play, Part I — 21:35

- I. Lifebeats (1:14)
- II. Prelude (2:14)
- III. The Silver Cord (4:29)
- IV. Re-Assuring Tune (1:11)
- V. Memory Bank (4:20)
- VI. Best Friends (1:58)
- VII. Critique Oblique (4:38)
- VIII. Forest Dance #1 (1:35)

1. A Passion Play, Part II — 23:30

- IX. The Story of the Hare Who Lost His Spectacles (4:18)
- X. Forest Dance #2 (1:12)
- XI. The Foot of Our Stairs (4:18)
- XII. Overseer Overture (4:00)
- XIII. Flight from Lucifer (3:58)
- XIV. 10:08 to Paddington (1:04)
- XV. Magus Perdé (3:55)
- XVI. Epilogue (0:43)

## Учасники запису
- Мартін Барр — гітара
- Ян Андерсон — флейта, фортепіано, вокал
- Баррімор Барлоу — барабани
- Джеффрі Хаммонд — бас-гітара
- Джон Еван — клавіші